# Protonering
Protonering of protonatie is de scheikundige term voor de additie van een waterstofion (H+) aan een molecule of ion. Een waterstofion met eenwaardig positieve elektrische lading wordt meestal met de naam proton aangeduid, omdat het enkel uit een proton bestaat. Het is een van de meest fundamentele processen bij bepaalde reacties.
In het algemeen treedt deze reactie op als een zuur gecombineerd wordt met een stof die waterstofionen kan opnemen. In onderstaand voorbeeld wordt een en ander uitgewerkt voor waterige oplossingen, maar in de (met name) synthetisch organische chemie wordt gebruikgemaakt van sterke zuren om waterstof aan allerlei koolstofverbindingen toe te voegen. Een veelgebruikte reactie is de protonering van een amine tot een ammoniumverbinding. Het stikstofatoom bezit immers een vrij elektronenpaar dat kan gedoneerd worden aan het lege s-orbitaal van het waterstofion. De bindende verbinding (dit is het substraat) moet een elektronendonor zijn: het moet dus elektronen beschikbaar stellen om de binding met het waterstofion aan te kunnen gaan.

## In waterige oplossing: de Brønsted-Lowry-zuur-basetheorie
Protonering vindt plaats wanneer basen sterker dan water in (waterige) oplossing gebracht worden. Het base wordt geprotoneerd en fungeert dan als protonacceptor. Water fungeert als protondonor: het wordt gedeprotoneerd tot een hydroxide-ion. Een voorbeeld is de protonering van ammoniak (pKa = 35) in water (pKa = 7):
{\displaystyle {\ce {NH3 + H2O <=> NH4+ + OH-}}}
Deprotonering kan ook plaatsvinden wanneer een zuur in waterig milieu wordt gebracht. Het zuur fungeert dan als protondonor. Water neemt het proton op (protonacceptor), ter vorming van een hydroxonium-ion. Een voorbeeld is de protonering van water (pKa = 7,0) door waterstofchloride (pKa = -8,0):
{\displaystyle {\ce {HCl + H2O -> H3O+ + Cl-}}}
Een nog meer elementaire protonering is de klassieke zuur-basereactie tussen een sterk zuur (zoutzuur) en een sterke base (natriumhydroxide). Beide verbindingen zijn respectievelijk aflopend geïoniseerd en gedissocieerd. Er zijn zowel protonen als hydroxide-ionen aanwezig. Hierbij wordt het hydroxide-ion irreversibel geprotoneerd tot water:
{\displaystyle {\ce {HCl + NaOH -> H2O + NaCl}}}